# Liste der Orte in Pforzheim
Die Liste der Orte in Pforzheim listet die geographisch getrennten Orte (Stadtteile, Dörfer, Weiler, Höfe, Wohnplätze) im Stadtkreis Pforzheim in Baden-Württemberg auf.

## Systematische Liste
Alphabet der Stadtteile mit den zugehörigen Orten.
Die Stadt Pforzheim gliedert sich in folgende Stadtteile:
- Au
- Brötzingen (mit Arlinger)
- Buckenberg (mit Haidach, Hagenschießsiedlung und Altgefäll)
- Büchenbronn (mit Sonnenberg)
- Dillweißenstein (mit Sonnenhof)
- Eutingen (mit Mäuerach)
- Hohenwart
- Huchenfeld
- Innenstadt
- Nordstadt (mit Maihälden)
- Oststadt
- Südoststadt
- Südweststadt
- Weststadt
- Würm

## Alphabetische Liste
In Normalschrift erscheinen die Stadtteile, in Kursivschrift Wohnplätze, Höfe, Häuser und Wüstungen:
| - Altgefäll zu Au - Arlinger zu Brötzingen - Au - Auf dem Berg - Brötzingen - Buckenberg - Büchenbronn - Dillweißenstein - Eutingen - Geigersgrund - Gewerbegebiet Altgefäll - Gewerbegebiet Hohenäcker - Gewerbegebiet Oberes Enztal - Gewerbegebiet Wilferdinger Höhe - Grunbach-Salmbach, Haltestelle - Hagenschießsiedlung zu Au - Haidach - Hängsteig - Heidach zu Au - Herrenstriet - Hofgut Buckenberg - Hofgut Hagenschieß - Hohberghof - Hoheneck - Hohenwart - Huchenfeld - Igelsbach - Innenstadt - Ispringer Grund | - Krebspfad - Kutscherweg - Liebenecker Sägmühle - Maihälden zu Nordstadt - Mäuerach zu Eutingen - Nägelishälden - Nordstadt (mit Maihälden) - Obsthof - Oststadt - Posthaltersgut - Riebergle - Rodrücken - Seehaus - Sonnenberg zu Büchenbronn - Sonnenhof zu Dillweißenstein - Südoststadt - Südweststadt - Waldsiedlung - Wartberghof - Wartbergsiedlung - Weststadt - Würm |